# Paraeuchaeta
Paraeuchaeta är ett släkte av kräftdjur som beskrevs av Andy Scott 1909. I den svenska databasen Dyntaxa används istället namnet Pareuchaeta. Paraeuchaeta ingår i familjen Euchaetidae.

## Dottertaxa tillParaeuchaeta, i alfabetisk ordning[1][2]
- Paraeuchaeta abyssalis
- Paraeuchaeta antarctica
- Paraeuchaeta barbata
- Paraeuchaeta biloba
- Paraeuchaeta birostrata
- Paraeuchaeta bisinuata
- Paraeuchaeta bradyi
- Paraeuchaeta brevirostris
- Paraeuchaeta californica
- Paraeuchaeta elongata
- Paraeuchaeta erebi
- Paraeuchaeta glacialis
- Paraeuchaeta gracilis
- Paraeuchaeta hansenii
- Paraeuchaeta hebes
- Paraeuchaeta incisa
- Paraeuchaeta malayensis
- Paraeuchaeta megaloba
- Paraeuchaeta modesta
- Paraeuchaeta norvegica
- Paraeuchaeta orientalis
- Paraeuchaeta paraprudens
- Paraeuchaeta plaxiphora
- Paraeuchaeta polaris
- Paraeuchaeta propinqua
- Paraeuchaeta prudens
- Paraeuchaeta pseudotonsa
- Paraeuchaeta pubera
- Paraeuchaeta rubra
- Paraeuchaeta sarsi
- Paraeuchaeta scopaeorhina
- Paraeuchaeta scotti
- Paraeuchaeta sesquipedalis
- Paraeuchaeta similis
- Paraeuchaeta tonsa
- Paraeuchaeta triloba
- Paraeuchaeta tuberculata
- Paraeuchaeta tumidula
- Paraeuchaeta vervoorti